# De vrouw die met vuur speelde (film)
De vrouw die met vuur speelde (Zweeds: Flickan som lekte med elden) is een Zweedse thriller uit 2009. De film werd geregisseerd door Daniel Alfredson. Het verhaal is gebaseerd op het gelijknamige tweede boek van de Millennium-trilogie van Stieg Larsson. De film kwam op 21 januari 2010 in Nederland uit.
Mannen die vrouwen haten was de verfilming van het eerste deel van de trilogie en kwam in februari 2009 uit. De verfilming van het derde deel Luftslottet som sprängdes ging in november 2009 in première en kwam in Nederland op 25 maart 2010 uit als Millennium 3: Gerechtigheid.

## Verhaal

### Proloog
Lisbeth Salander (Noomi Rapace) is verdwenen met het kapitaal van het bedrijf van Hans-Erik Wennerström, de corrupte zakenman die zelfmoord gepleegd had toen het tijdschrift Millennium zijn praktijken kon bewijzen. Ze is op wereldreis gegaan en verblijft in een riante villa aan een tropische kust. Ze komt alleen niet tot rust, want ze heeft nog steeds nachtmerries over haar verleden. Daarom neemt ze na een jaar het vliegtuig terug naar Zweden, maar pas nadat ze onder firma een makelaar opdracht heeft gegeven om een mooi en discreet appartement in Stockholm te zoeken en te kopen.

### Moorden
De eerste die Salander weer opzoekt is haar vriendin Miriam Wu (Yasmine Garbi), met wie ze afspreekt dat die haar oude appartement kan bewonen op voorwaarde dat ze Lisbeths post wil bijhouden. Dan brengt ze een nachtelijk bezoek aan haar twijfelachtige curator, advocaat Nils Bjurman (Peter Andersson), die haar had misbruikt en verkracht. Ze houdt hem onder schot met zijn eigen pistool en herinnert hem eraan dat ze nog steeds de video-opname heeft waarop te zien is hoe hij haar met veel geweld heeft verkracht. Lisbeth had in Bjurmans' mail gelezen dat hij op zoek was naar iemand die Lisbeths tatoeage op zijn buik kon verwijderen. Bjurman wordt eveneens gechanteerd door een struise blonde man die van hem een politierapport over Lisbeth Salander uit 1993 wil krijgen. Bjurman vertelt de man dat ook zij weer in Zweden is.
Mikael Blomkvist (Michael Nyqvist) heeft na hun samenwerking omtrent Harriet Vanger al meer dan een jaar niets meer van Lisbeth vernomen. Hij heeft een relatie met Erika Berger (Lena Endre), waarmee hij zijn onderzoekstijdschrift Millennium leidt. Ze besluiten om freelance-journalist Dag Svensson (Hans Christian Thulin) in dienst te nemen. Die heeft een verhaal over prostitutie en vrouwenhandel bijna rond en heeft weet van de betrokkenheid van een aantal Zweedse prominenten en politiemensen. Zijn vriendin Mia Bergman (Jennie Silfverhjelm) heeft onlangs een proefschrift gepubliceerd over handel in prostituees, waarin verregaande conclusies staan geformuleerd. Svensson hoopt ter verificatie ook nog een bewuste crimineel bekend als Zala te spreken te krijgen. Wanneer Blomkvist Svensson 's avonds thuis wil opzoeken voor foto's bij een artikel, treft hij Svensson en zijn vriendin Bergman vermoord aan. Vervolgens blijkt ook Bjurman vermoord in zijn huis, neergeschoten met zijn eigen pistool, waarop vingerafdrukken van Lisbeth Salander gevonden zijn. Omdat hij haar curator was, is er een directe link met haar. De combinatie met haar verleden in een psychiatrische inrichting maakt dat Lisbeth volgens de politie de hoofdverdachte voor de moorden is.

### Blonde Reus
Mikael Blomkvist wil Dag Svenssons verhaal verder uitzoeken. Hij meldt daarom diens bronnen in eerste instantie niet aan de politie. Hij zag het opsporingsbericht voor Lisbeth Salander op televisie, maar wil niet geloven dat zij moorden op haar geweten heeft. Zijzelf duikt vermomd onder in haar nieuwe luxueuze appartement wanneer ze op een poster op straat ziet dat ze gezocht wordt. Omdat Blomkvist aan de politie verteld heeft dat Dag Svensson aan een verhaal over hacken werkte, wordt dat zo in het tv-journaal overgenomen. Salander begrijpt zijn hint om contact op te nemen en breekt in op zijn computer om hem dat te laten weten. Op deze manier met elkaar contact houdend, gaan ze beiden zelfstandig op zoek naar de ware toedracht van de moorden, die Lisbeth Salander vrij zullen pleiten.
Blomkvist komt bij toeval via Svenssons mobiele telefoon in contact met Gunnar Björk (Ralph Carlsson), een van de prominenten die als prostituant bij zijn onderzoek betrokken is. Blomkvist zoekt hem op om informatie los te krijgen en zet hem onder druk door te dreigen zijn naam openbaar te maken. Salander vindt in Blomkvists computer de naam van een andere betrokkene en gaat die op haar manier op de rooster leggen. Ze krijgen allebei de naam Zala te horen en dat die levensgevaarlijk is.
Salanders vriendin Miriam Wu (Yasmine Garbi) wordt ontvoerd door een reusachtige blonde man (Micke Spreitz), die op zoek blijkt naar Lisbeth. Amateurbokser Paolo Roberto (Paolo Roberto), kennis van Lisbeth en daarom gecontacteerd door Mikael Blomkvist, ziet deze ontvoering gebeuren en volgt de wagen van de blonde reus met Miriam erin naar een afgelegen loods. Binnen probeert Paolo de ontvoerder te overmeesteren, maar die heeft geen enkele moeite met zijn professionele mokerslagen en sluit Paolo en Miriam uiteindelijk bewusteloos op in de loods. Dan overgiet hij de loods met benzine en steekt die in brand. Hij ziet niet dat Paolo Miriam aan de zijkant mee naar buiten kan slepen en beide gewonden zich in veiligheid kunnen brengen.
Paolo vertelt Mikael wat hij heeft meegemaakt en beschrijft ook de ontvoerder, die zijn klappen totaal niet leek te voelen. De bokser komt er door navraag achter dat het om Ronald Niedermann moet gaan, een uit Duitsland afkomstige vechtjas met congenitale analgesie, waardoor zijn zenuwen geen pijnsignalen doorgeven en hij geen pijn kent. Een redactrice van Millennium gaat met de naam Niedermann op zoek en vindt hem uiteindelijk als bestuurslid van een vage firma, gevestigd in de buurt van Goeteborg, in het westen van het land. Mikael, die zich schrap moet zetten omdat de politie vermoedt dat hij meer weet van de moorden en van Lisbeth Salander, vertrekt naar het westen om op zoek te gaan naar blonde reus Niedermann.

### Lisbeths vader
Doordat Blomkvist druk blijft uitoefenen op Björk, vertelt die uiteindelijk dat Zala voor Zalachenko staat, een van oorsprong Sovjet-militair, die in zijn land voor de militaire inlichtingendienst werkte en in de jaren 50 naar Zweden is overgelopen. Door de belangrijke informatie die hij bezat, was hij goud waard voor de Zweden en werd hem asiel verleend. Later heeft Zalachenko een Zweedse naam en nationaliteit gekregen, waarna hij zich ging bezighouden met mensensmokkel en andere criminele activiteiten. Björk is hem na 1985 uit het oog verloren. De naam die Zalachenko in Zweden aannam, wil hij niet prijsgeven. Zala is intussen 69, invalide en loopt met een stok, waardoor Björk zich niet voor kan stellen dat hij iets met de moorden te maken heeft.
Wanneer Blomkvist Salanders naam laat vallen, wil haar vriend en voormalige curator Holger Palmgren (Per Oscarsson) hem in zijn verpleegtehuis te woord staan. Die weet dat achter de naam Zala Alexander Zalachenko (Georgi Staykov) schuilgaat. Hij vertelt Mikael dat Zala Lisbeth Salanders' vader is. Haar achternaam is een verbastering van zijn naam en van die van haar moeder Agneta Sjölander. Palmgren vertelt dat Zalachenko vroeger zelden thuis was en als hij er was, hij Agneta zwaar mishandelde.
Toen Lisbeth als twaalfjarig meisje in 1993 haar moeder thuis bewusteloos op de vloer vond, is ze naar haar vader gerend, die net in zijn auto gestapt was. Ze heeft toen een melkpak gevuld met benzine in zijn gezicht gegooid en hem in brand gestoken door een brandende lucifer naar hem te gooien. Haar vader werd daardoor zwaar verminkt en invalide. Lisbeth Salander werd daardoor in een psychiatrische inrichting geplaatst en daar onder behandeling geplaatst van de sadistische Dr. Peter Teleborian (Anders Ahlbom), die haar dagenlang op haar bed liet vastbinden. Zalachenko werd omwille van zijn verleden nooit vervolgd voor zijn mishandelingen.

### Epiloog
Salander zit – verdekt opgesteld in een gestolen auto – op de uitkijk bij de postbus van Zala's firma, totdat ze iemand daarvan de post ziet ophalen, in een wagen ziet stappen en wegrijden. Ze achtervolgt de wagen en komt zo bij een oude, alleenstaande boerderij, waar haar vader blijkt te zijn. Ze doet bij schemering een poging om ongezien zijn woning binnen te dringen, maar het huis blijkt beveiligd met camera's en geluidsapparaten. Zalachenko en Niedermann weten daardoor dat ze op komst is. De blonde reus verrast en overmeestert haar. Vader Zalachenko heet haar op zijn manier welkom en onthult terloops dat Niedermann haar halfbroer is.
Salander moet voor een vers gedolven grafkuil in de tuin achter de boerderij knielen, maar voor Niedermann haar kan neerschieten, leidt ze het tweetal af zet het op een lopen. Daarop schiet Zalachenko en raakt haar met meerdere kogels. Niedermann begraaft haar, schijnbaar dood. 's  Nachts klautert ze zwaargewond omhoog uit haar graf. Het is voor Zalachenko daarom een verrassing wanneer ze hem een paar uren later in de schuur tegenover zijn woning met een bijl slaat en hem voor dood achterlaat.
Blomkvist achterhaalde via het sleuteltje van een postbus dat Salander bij Miriam liet vallen waar ze is en komt aanrijden. Hij vindt Salander zwaargewond buiten tegen de muur van het huis, nog net voor ze het bewustzijn verliest. Niedermann is net weggereden.

## Rolverdeling
| - Noomi Rapace - Lisbeth Salander - Michael Nyqvist - Mikael Blomkvist - Lena Endre - Erika Berger - Georgi Staykov - Alexander Zalachenko - Sofia Ledarp - Malin Erikson - Peter Andersson - Nils Bjurman - Magnus Krepper - Hans Faste - Annika Hallin - Annika Giannini - Micke Spreitz - Ronald Niedermann - Per Oscarsson - Holger Palmgren - Yasmine Garbi - Miriam Wu - Michalis Koutsogiannakis - Dragan Armanskij - Tanja Lorentzon - Sonja Modig - Anders Ahlbom - Dr. Peter Teleborian - Paolo Roberto - Paolo Roberto - Jacob Ericksson - Christer Malm | - Niklas Hjulström - Richard Ekström - Ralph Carlsson - Gunnar Björk - Reuben Sallmander - Enrico - Johan Kylén - Inspecteur Jan Bublanski - Daniel Gustavsson - Niklas Eriksson - Jennie Silfverhjelm - Mia Bergman - Donald Högberg - Jerker Holmberg - Hans Christian Thulin - Dag Svensson - Pelle Bolander - Sonny Nieminen - Lisbeth Åkerman - als zichzelf - Sunil Munshi - Dr. Sivarnandan - Ola Wahlström - Per-Åke Sandström - Thomas Lindblad - Magge Lundin - Olga Henrikson - Irina Hammujärvi - Dennis Önder - Refik Alba - David Druid - Tony Scala |